# Joachim Knaack
Joachim Knaack (* 2. Januar 1933 in Potsdam; † 5. Dezember 2012 in Neuglobsow) war ein deutscher Biologe und Mediziner. Als Hobby-Ichthyologe und Aquarianer beschäftigte er sich seit den 1950er Jahren insbesondere mit der wissenschaftlichen Beschreibung von südamerikanischen Welsarten sowie der Haltung und Nachzucht als schwierig geltender Zierfische.

## Leben und Wirken
Joachim Knaack war Biologie-Student an der Universität Leipzig und erster Absolvent von Günther Sterba. Er beschäftigte sich zunächst mit der einheimischen Fischfauna. Er promovierte 1961 über die Biologie und Parasitierung von einheimischen Cobitiden.
Anfang der 1960er Jahre beschrieb er einige Panzerwelse aus dem Rio Guaporé in Brasilien, darunter den unter Aquarianern beliebten Corydoras sterbai. Obwohl er als eine führende Autorität der Aquarienkunde in der DDR galt, wurde ihm von politischen Kreisen nahegelegt, keine wissenschaftlichen Studien in westlichen Medien mehr zu veröffentlichen. Erst drei Jahrzehnte später, nach der Wende und seiner Pensionierung, konnte Knaack nach Brasilien zu den Orten reisen, von denen die Fische stammten, die er damals beschrieben hatte. Er fand auf teils monatelangen Expeditionen südlich des Amazonas weitere Welsarten, die er von 1999 bis 2007 wissenschaftlich beschrieb. Insgesamt beschrieb Joachim Knaack 17 neue Arten Panzerwelse und 5 Harnischwels-Arten. Dabei war ihm wichtig, die Fischarten nicht nur anhand ihrer äußeren Merkmale zu beschreiben, sondern auch ihre Haltung, Nachzucht und Entwicklung zu dokumentieren.
Während seiner DDR-Zeit war Joachim Knaack ein bei Wettbewerben erfolgreicher Sporttaucher. Er arbeitete von 1953 bis zu seinem Ruhestand 1993 am Bezirkshygieneinstitut Potsdam, zuletzt als Direktor. Joachim Knaack war verheiratet und hatte einen Sohn und eine Tochter.